# Copa surinamesa de futbol
La copa surinamesa de futbol (Beker van Suriname) és la màxima competició de Surinam de futbol per eliminatòries. És organitzada per la Surinaamse Voetbal Bond.

## Historial

### Copa Dragten
- 1929 : Ajax
- 1930 : SV Transvaal
- 1931 : SV Voorwaarts
- 1932 : Cicerone
- 1933 : Cicerone
- 1934 : SV Transvaal

### Copa Emancipatie
- 1929 : Ajax
- 1930 : SV Transvaal
- 1931 : Militaire Voetbalbond Vereeniging
- 1932 : SV Voorwaarts
- 1933 : Cicerone
- 1934 : SV Voorwaarts
- 1935 : SV Voorwaarts

### Copa Bueno
- 1933 : Cicerone
- 1934 : SV Transvaal

### Copa de Surinam (Beker van Suriname
- 1992 : PVV
- 1993-95 desconegut
- 1996 : SV Transvaal 2-1 SV Voorwaarts [pròrroga]
- 1997 : SV Robinhood 1-0 SV Transvaal [pròrroga i mort sobtada]
- 1998 : no es disputà
- 1999 : SV Robinhood
- 2000 : no es disputà
- 2001 : SV Robinhood
- 2002 : SV Transvaal 0-0 SV Robinhood [5-4 pen]
- 2003 : SV Leo Victor 3-2 SV Robinhood
- 2004 : Super Red Eagles 2-1 Walking Bout Company
- 2005 : FCS Nacional 3-1 SV Robinhood
- 2006 : SV Robinhood 1-1 Inter Moengotapoe [7-6 pen]
- 2007 : SV Robinhood 1-1 Walking Bout Company [4-1 pen]
- 2008 : SV Transvaal 0-0 Notch [pen]
- 2009 : Walking Bout Company 6-6 Inter Moengotapoe [5-3 pen]